# Salusjärvi (sjö i Orimattila, Päijänne-Tavastland)
Salusjärvi är en sjö i kommunen Orimattila i landskapet Päijänne-Tavastland i Finland. Sjön ligger 84 meter över havet. Arean är 38 hektar och strandlinjen är 4,21 kilometer lång. Sjön  ingår i Borgå å huvudavrinningsområde.   Den ligger omkring 24 km söder om Lahtis och omkring 73 km norr om Helsingfors. 
I sjön finns ön Kuivasaari. 